# Isabella van Habsburg

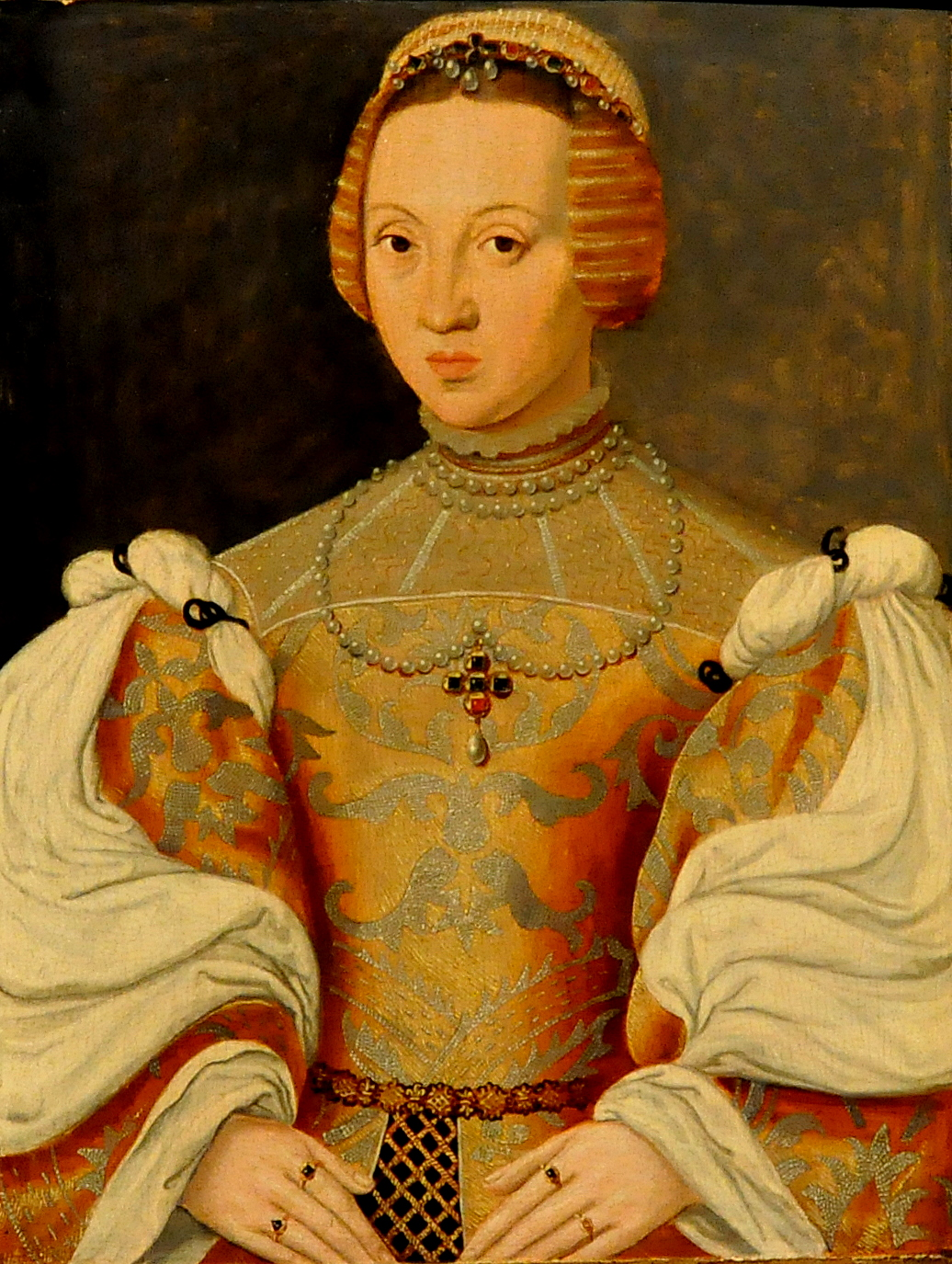
Isabella van Habsburg in het Stadsmuseum Gent

Isabella van Habsburg (Brussel, 18 juli 1501 – Zwijnaarde, 19 januari 1526) was de dochter van Filips I van Castilië, bijgenaamd Filips De Schone en Johanna van Castilië, bijgenaamd Johanna de Waanzinnige, en zuster van keizer Karel V. Zij was koningin van Denemarken en Noorwegen (1514-1523) en koningin van Zweden onder de Unie van Kalmar (1520-1521).

## Leven
Isabella werd samen met haar broer Karel V en zusjes Eleonora van Habsburg en Maria in Mechelen opgevoed door haar tante Margaretha van Oostenrijk, regentes van de Nederlanden. Op 11 juli 1514 werd zij door haar grootvader Maximiliaan I van Oostenrijk met de handschoen uitgehuwelijkt aan Christiaan II van Denemarken. Een jaar later werd zij opgehaald door de aartsbisschop van Noorwegen en vergezeld naar Kopenhagen. Daar werd het huwelijk op 12 augustus 1515 geratificeerd. In Denemarken kreeg zij een nieuwe naam: Elisabeth.

### Isabella en Christiaan
Het huwelijk van Isabella en Christiaan was ongelukkig. Dit kwam vooral door de relatie van Christiaan met zijn Nederlandse maîtresse Dyveke Sigbritsdochter. Toen Maximiliaan in 1515 eiste dat Dyveke het hof zou verlaten, weigerde de koning dit. De vierendertigjarige Christiaan was op dat moment acht jaar samen met Dyveke en hij was niet van plan deze relatie op te geven voor zijn nieuwe echtgenote van slechts veertien jaar oud. Toen Dyveke in 1517 overleed (vermoedelijk door vergiftiging), kreeg haar moeder Sigbrit steeds meer macht aan het hof. Sigbrit had een grote invloed op staatszaken en werd aangesproken met de eerbiedige naam 'moeder Sigbrit'.
De bruidsschat liet Christiaan wel toe om in 1520 Zweden te veroveren. Bij de kroningsfeesten liet hij bijna honderd vooraanstaande weerspannige Zweedse edellieden ombrengen wat hem de bijnaam Nero van het noorden opleverde. Uiteraard zorgde hij voor veel tegenstand bij de rest van de Zweedse adel en later ook bij de Deense en Noorse adel. Christiaans actie is bekend als het bloedbad van Stockholm. Andere hervormingen, geïnspireerd door de Nederlanden en ten koste van de hogere overheden verergerden de situatie verder. Door alle tegenstand en door Sigbrits invloed werd de macht van Christiaan steeds kleiner. Toen in april 1523 weer een opstand uitbrak, vluchtte het koningspaar samen met kinderen, Sigbrit en bedienden naar Vlaanderen.
In Vlaanderen probeerde het paar hulp te krijgen, maar zowel Karel V als Margaretha van Oostenrijk weigerden dit. In dezelfde periode werd Christiaan aanhanger van het lutherse geloof. Isabella volgde hem daarin maar bleef diep in haar hart katholiek. Het nieuwe geloof deed de Deense zaak geen goed en Ferdinand I verklaarde zelfs dat Isabella geen zus meer van hem was. Christiaan en Isabella zaten in een zeer pijnlijke situatie: hun geld raakte snel op en er was geen uitzicht op hulp.

Ondanks de huwelijkse problemen vatte Isabella een diepe liefde op voor haar echtgenoot. Ze bleef hem steunen in zijn acties én geloofsovertuiging. Dit zorgde ervoor dat zij weigerde regentes te worden voor haar zoon en voorbestemde troonopvolger Hans - die echter op jonge leeftijd en eerder dan zijn vader kwam te overlijden).
Uiteindelijk wees Margaretha van Oostenrijk Lier aan als residentie voor het koninklijke gezin. Toen het gezin in december 1525 voor een bezoek naar het Kasteel van Zwijnaarde vertrok, werd Isabella ziek. Ze overleed er en werd bijgezet in de Sint-Pietersabdij te Gent. Later werd haar stoffelijk overschot teruggebracht naar Denemarken.

## Kinderen
Isabella baarde zes of zeven kinderen, van wie er nog drie leefden bij haar dood in 1526:
- Christiaan (1516), stierf op jonge leeftijd
- Hans (21 december 1518-1532)
- Maximiliaan en Philip (4 juli 1519), stierven op jonge leeftijd
- Dorothea (10 november 1520-1580), huwde met Frederik II van de Palts
- Christine van Denemarken (1521-1590), huwde met Francesco II Sforza en Frans I van Lotharingen

## Kwartierstaat (voorouders)
| Keizer Frederik III (1415-1493) | Keizer Frederik III (1415-1493) | Keizer Frederik III (1415-1493) | Keizer Frederik III (1415-1493) | Keizer Frederik III (1415-1493)     | Keizer Frederik III (1415-1493)     | Eleonora Helena van Portugal (1434-1467) | Eleonora Helena van Portugal (1434-1467) | Eleonora Helena van Portugal (1434-1467) | Eleonora Helena van Portugal (1434-1467) | Eleonora Helena van Portugal (1434-1467) | Eleonora Helena van Portugal (1434-1467) |                              |                              | Karel de Stoute (1433-1477)  | Karel de Stoute (1433-1477)  | Karel de Stoute (1433-1477)      | Karel de Stoute (1433-1477)      | Karel de Stoute (1433-1477)      | Karel de Stoute (1433-1477)      | Isabella van Bourbon (1436-1465)  | Isabella van Bourbon (1436-1465)  | Isabella van Bourbon (1436-1465)  | Isabella van Bourbon (1436-1465)  | Isabella van Bourbon (1436-1465)  | Isabella van Bourbon (1436-1465)  |  |  | Johan II van Aragón (1398-1479) | Johan II van Aragón (1398-1479) | Johan II van Aragón (1398-1479) | Johan II van Aragón (1398-1479) | Johan II van Aragón (1398-1479)     | Johan II van Aragón (1398-1479)     | Johanna Enríquez (1425-1468)        | Johanna Enríquez (1425-1468)        | Johanna Enríquez (1425-1468)        | Johanna Enríquez (1425-1468)        | Johanna Enríquez (1425-1468)     | Johanna Enríquez (1425-1468)     |                                  |                                  | Johan II van Castilië (1405-1454) | Johan II van Castilië (1405-1454) | Johan II van Castilië (1405-1454)   | Johan II van Castilië (1405-1454)   | Johan II van Castilië (1405-1454)   | Johan II van Castilië (1405-1454)   | Isabella van Portugal (1428-1496)   | Isabella van Portugal (1428-1496)   | Isabella van Portugal (1428-1496) | Isabella van Portugal (1428-1496) | Isabella van Portugal (1428-1496) | Isabella van Portugal (1428-1496) |  |  |  |  |  |  |  |  |  |  |  |  |  |  |  |  |  |  |  |  |  |  |  |  |  |  |  |  |  |  |  |  |  |  |  |  |  |  |  |  |  |  |  |  |  |  |  |  |
| Keizer Frederik III (1415-1493) | Keizer Frederik III (1415-1493) | Keizer Frederik III (1415-1493) | Keizer Frederik III (1415-1493) | Keizer Frederik III (1415-1493)     | Keizer Frederik III (1415-1493)     | Eleonora Helena van Portugal (1434-1467) | Eleonora Helena van Portugal (1434-1467) | Eleonora Helena van Portugal (1434-1467) | Eleonora Helena van Portugal (1434-1467) | Eleonora Helena van Portugal (1434-1467) | Eleonora Helena van Portugal (1434-1467) |                              |                              | Karel de Stoute (1433-1477)  | Karel de Stoute (1433-1477)  | Karel de Stoute (1433-1477)      | Karel de Stoute (1433-1477)      | Karel de Stoute (1433-1477)      | Karel de Stoute (1433-1477)      | Isabella van Bourbon (1436-1465)  | Isabella van Bourbon (1436-1465)  | Isabella van Bourbon (1436-1465)  | Isabella van Bourbon (1436-1465)  | Isabella van Bourbon (1436-1465)  | Isabella van Bourbon (1436-1465)  |  |  | Johan II van Aragón (1398-1479) | Johan II van Aragón (1398-1479) | Johan II van Aragón (1398-1479) | Johan II van Aragón (1398-1479) | Johan II van Aragón (1398-1479)     | Johan II van Aragón (1398-1479)     | Johanna Enríquez (1425-1468)        | Johanna Enríquez (1425-1468)        | Johanna Enríquez (1425-1468)        | Johanna Enríquez (1425-1468)        | Johanna Enríquez (1425-1468)     | Johanna Enríquez (1425-1468)     |                                  |                                  | Johan II van Castilië (1405-1454) | Johan II van Castilië (1405-1454) | Johan II van Castilië (1405-1454)   | Johan II van Castilië (1405-1454)   | Johan II van Castilië (1405-1454)   | Johan II van Castilië (1405-1454)   | Isabella van Portugal (1428-1496)   | Isabella van Portugal (1428-1496)   | Isabella van Portugal (1428-1496) | Isabella van Portugal (1428-1496) | Isabella van Portugal (1428-1496) | Isabella van Portugal (1428-1496) |  |  |  |  |  |  |  |  |  |  |  |  |  |  |  |  |  |  |  |  |  |  |  |  |  |  |  |  |  |  |  |  |  |  |  |  |  |  |  |  |  |  |  |  |  |  |  |  |
|                                 |                                 |                                 |                                 |                                     |                                     |                                          |                                          |                                          |                                          |                                          |                                          |                              |                              |                              |                              |                                  |                                  |                                  |                                  |                                   |                                   |                                   |                                   |                                   |                                   |  |  |                                 |                                 |                                 |                                 |                                     |                                     |                                     |                                     |                                     |                                     |                                  |                                  |                                  |                                  |                                   |                                   |                                     |                                     |                                     |                                     |                                     |                                     |                                   |                                   |                                   |                                   |  |  |  |  |  |  |  |  |  |  |  |  |  |  |  |  |  |  |  |  |  |  |  |  |  |  |  |  |  |  |  |  |  |  |  |  |  |  |  |  |  |  |  |  |  |  |  |  |
|                                 |                                 |                                 |                                 | Keizer Maximiliaan I (1459-1519)    | Keizer Maximiliaan I (1459-1519)    | Keizer Maximiliaan I (1459-1519)         | Keizer Maximiliaan I (1459-1519)         | Keizer Maximiliaan I (1459-1519)         | Keizer Maximiliaan I (1459-1519)         |                                          |                                          |                              |                              |                              |                              | Maria van Bourgondië (1457-1482) | Maria van Bourgondië (1457-1482) | Maria van Bourgondië (1457-1482) | Maria van Bourgondië (1457-1482) | Maria van Bourgondië (1457-1482)  | Maria van Bourgondië (1457-1482)  |                                   |                                   |                                   |                                   |  |  |                                 |                                 |                                 |                                 | Ferdinand II van Aragon (1452-1516) | Ferdinand II van Aragon (1452-1516) | Ferdinand II van Aragon (1452-1516) | Ferdinand II van Aragon (1452-1516) | Ferdinand II van Aragon (1452-1516) | Ferdinand II van Aragon (1452-1516) |                                  |                                  |                                  |                                  |                                   |                                   | Isabella I van Castilië (1451-1504) | Isabella I van Castilië (1451-1504) | Isabella I van Castilië (1451-1504) | Isabella I van Castilië (1451-1504) | Isabella I van Castilië (1451-1504) | Isabella I van Castilië (1451-1504) |                                   |                                   |                                   |                                   |  |  |  |  |  |  |  |  |  |  |  |  |  |  |  |  |  |  |  |  |  |  |  |  |  |  |  |  |  |  |  |  |  |  |  |  |  |  |  |  |  |  |  |  |  |  |  |  |
|                                 |                                 |                                 |                                 | Keizer Maximiliaan I (1459-1519)    | Keizer Maximiliaan I (1459-1519)    | Keizer Maximiliaan I (1459-1519)         | Keizer Maximiliaan I (1459-1519)         | Keizer Maximiliaan I (1459-1519)         | Keizer Maximiliaan I (1459-1519)         |                                          |                                          |                              |                              |                              |                              | Maria van Bourgondië (1457-1482) | Maria van Bourgondië (1457-1482) | Maria van Bourgondië (1457-1482) | Maria van Bourgondië (1457-1482) | Maria van Bourgondië (1457-1482)  | Maria van Bourgondië (1457-1482)  |                                   |                                   |                                   |                                   |  |  |                                 |                                 |                                 |                                 | Ferdinand II van Aragon (1452-1516) | Ferdinand II van Aragon (1452-1516) | Ferdinand II van Aragon (1452-1516) | Ferdinand II van Aragon (1452-1516) | Ferdinand II van Aragon (1452-1516) | Ferdinand II van Aragon (1452-1516) |                                  |                                  |                                  |                                  |                                   |                                   | Isabella I van Castilië (1451-1504) | Isabella I van Castilië (1451-1504) | Isabella I van Castilië (1451-1504) | Isabella I van Castilië (1451-1504) | Isabella I van Castilië (1451-1504) | Isabella I van Castilië (1451-1504) |                                   |                                   |                                   |                                   |  |  |  |  |  |  |  |  |  |  |  |  |  |  |  |  |  |  |  |  |  |  |  |  |  |  |  |  |  |  |  |  |  |  |  |  |  |  |  |  |  |  |  |  |  |  |  |  |
|                                 |                                 |                                 |                                 |                                     |                                     |                                          |                                          |                                          |                                          | Filips de Schone (1478-1506)             | Filips de Schone (1478-1506)             | Filips de Schone (1478-1506) | Filips de Schone (1478-1506) | Filips de Schone (1478-1506) | Filips de Schone (1478-1506) |                                  |                                  |                                  |                                  |                                   |                                   |                                   |                                   |                                   |                                   |  |  |                                 |                                 |                                 |                                 |                                     |                                     |                                     |                                     |                                     |                                     | Johanna van Castilië (1479-1555) | Johanna van Castilië (1479-1555) | Johanna van Castilië (1479-1555) | Johanna van Castilië (1479-1555) | Johanna van Castilië (1479-1555)  | Johanna van Castilië (1479-1555)  |                                     |                                     |                                     |                                     |                                     |                                     |                                   |                                   |                                   |                                   |  |  |  |  |  |  |  |  |  |  |  |  |  |  |  |  |  |  |  |  |  |  |  |  |  |  |  |  |  |  |  |  |  |  |  |  |  |  |  |  |  |  |  |  |  |  |  |  |
|                                 |                                 |                                 |                                 |                                     |                                     |                                          |                                          |                                          |                                          | Filips de Schone (1478-1506)             | Filips de Schone (1478-1506)             | Filips de Schone (1478-1506) | Filips de Schone (1478-1506) | Filips de Schone (1478-1506) | Filips de Schone (1478-1506) |                                  |                                  |                                  |                                  |                                   |                                   |                                   |                                   |                                   |                                   |  |  |                                 |                                 |                                 |                                 |                                     |                                     |                                     |                                     |                                     |                                     | Johanna van Castilië (1479-1555) | Johanna van Castilië (1479-1555) | Johanna van Castilië (1479-1555) | Johanna van Castilië (1479-1555) | Johanna van Castilië (1479-1555)  | Johanna van Castilië (1479-1555)  |                                     |                                     |                                     |                                     |                                     |                                     |                                   |                                   |                                   |                                   |  |  |  |  |  |  |  |  |  |  |  |  |  |  |  |  |  |  |  |  |  |  |  |  |  |  |  |  |  |  |  |  |  |  |  |  |  |  |  |  |  |  |  |  |  |  |  |  |
|                                 |                                 |                                 |                                 |                                     |                                     |                                          |                                          |                                          |                                          |                                          |                                          |                              |                              |                              |                              |                                  |                                  |                                  |                                  |                                   |                                   |                                   |                                   |                                   |                                   |  |  |                                 |                                 |                                 |                                 |                                     |                                     |                                     |                                     |                                     |                                     |                                  |                                  |                                  |                                  |                                   |                                   |                                     |                                     |                                     |                                     |                                     |                                     |                                   |                                   |                                   |                                   |  |  |  |  |  |  |  |  |  |  |  |  |  |  |  |  |  |  |  |  |  |  |  |  |  |  |  |  |  |  |  |  |  |  |  |  |  |  |  |  |  |  |  |  |  |  |  |  |
|                                 |                                 |                                 |                                 |                                     |                                     |                                          |                                          |                                          |                                          |                                          |                                          |                              |                              |                              |                              |                                  |                                  |                                  |                                  |                                   |                                   |                                   |                                   |                                   |                                   |  |  |                                 |                                 |                                 |                                 |                                     |                                     |                                     |                                     |                                     |                                     |                                  |                                  |                                  |                                  |                                   |                                   |                                     |                                     |                                     |                                     |                                     |                                     |                                   |                                   |                                   |                                   |  |  |  |  |  |  |  |  |  |  |  |  |  |  |  |  |  |  |  |  |  |  |  |  |  |  |  |  |  |  |  |  |  |  |  |  |  |  |  |  |  |  |  |  |  |  |  |  |
|                                 |                                 |                                 |                                 | Eleonora van Oostenrijk (1498-1558) | Eleonora van Oostenrijk (1498-1558) | Eleonora van Oostenrijk (1498-1558)      | Eleonora van Oostenrijk (1498-1558)      | Eleonora van Oostenrijk (1498-1558)      | Eleonora van Oostenrijk (1498-1558)      |                                          |                                          | Keizer Karel V (1500-1558)   | Keizer Karel V (1500-1558)   | Keizer Karel V (1500-1558)   | Keizer Karel V (1500-1558)   | Keizer Karel V (1500-1558)       | Keizer Karel V (1500-1558)       |                                  |                                  | Isabella van Habsburg (1501-1526) | Isabella van Habsburg (1501-1526) | Isabella van Habsburg (1501-1526) | Isabella van Habsburg (1501-1526) | Isabella van Habsburg (1501-1526) | Isabella van Habsburg (1501-1526) |  |  | Keizer Ferdinand I (1503-1564)  | Keizer Ferdinand I (1503-1564)  | Keizer Ferdinand I (1503-1564)  | Keizer Ferdinand I (1503-1564)  | Keizer Ferdinand I (1503-1564)      | Keizer Ferdinand I (1503-1564)      |                                     |                                     | Maria van Hongarije (1505-1558)     | Maria van Hongarije (1505-1558)     | Maria van Hongarije (1505-1558)  | Maria van Hongarije (1505-1558)  | Maria van Hongarije (1505-1558)  | Maria van Hongarije (1505-1558)  |                                   |                                   | Catharina van Habsburg (1507-1578)  | Catharina van Habsburg (1507-1578)  | Catharina van Habsburg (1507-1578)  | Catharina van Habsburg (1507-1578)  | Catharina van Habsburg (1507-1578)  | Catharina van Habsburg (1507-1578)  |                                   |                                   |                                   |                                   |  |  |  |  |  |  |  |  |  |  |  |  |  |  |  |  |  |  |  |  |  |  |  |  |  |  |  |  |  |  |  |  |  |  |  |  |  |  |  |  |  |  |  |  |  |  |  |  |

- Gemeinsame Normdatei: 137068956
- International Standard Name Identifier: 0000 0003 8682 0765
- Library of Congress Control Number: no2006016741
- Nationale Bibliotheek van Tsjechië: jo20191055705
- Nederlandse Thesaurus van Auteursnamen: 183034368
- LIBRIS: 274985
- Système universitaire de documentation: 110296419
- Virtual International Authority File: 266221196
- WorldCat: E39PBJpv6hTMHKHhCrcYwBFVG3